# 布氏小銀漢魚
布氏小銀漢魚，為輻鰭魚綱銀漢魚目擬銀漢魚科的其中一種，分布於中西大西洋加勒比海南部海域，為熱帶海水魚，體長可達13公分，棲息在沙底質水域，以浮游生物為食，生活習性不明，可做為食用魚。